# Ordine di San Romedio
L'Ordine di San Romedio è stata un'associazione naturalistica, sorta nel 1956, avente per scopo quello della salvaguardia degli animali e dei loro habitat naturali, in particolar modo, il sodalizio si è speso per evitare l'estinzione dell'orso bruno delle Alpi che tuttora vive nelle Dolomiti del Trentino Occidentale e, in particolare, all'interno del Parco Naturale Adamello Brenta.
L'interesse dei soci fondatori era quello di trovarsi accomunati da un'organizzazione che li aiutasse a incontrarsi per perseguire una strada comune che potesse rendere più efficace il raggiungimento degli obiettivi ambientali e, al tempo stesso, poter aver maggior eco mediatico per sensibilizzare l'opinione pubblica dandosi appuntamento, almeno una volta l'anno, al Santuario di San Romedio.
La scelta del santo anacoreta come protettore dell'orso bruno sta nel fatto che la leggenda vuole che Romedio di Thaur, vissuto nel X secolo nei pressi di Sanzeno, dove ora sorge un santuario edificato in suo onore, dovesse recarsi a Trento per incontrare San Vigilio quando un orso uccide il suo cavallo, impedendogli la partenza. Romedio, senza indugi, lo ammansì e se ne servì per raggiungere l'amico vescovo.
Di respiro internazionale, l'Ordine ha operato nel tempo in tre sezioni rette da altrettanti priori: quella italiana capeggiata dal conte Gian Giacomo Gallarati Scotti, quella francese diretta da Claude Chavane de Dalmassy, presidente della Federazione francese della caccia alpina e quella austriaca sostenuta dal conte George Thurn Valsassina.

## Fondazione
L'Ordine è stato fondato, per acclamazione, il 4 giugno 1956 a Trento, durante il convegno dal titolo "La difesa della maggiore fauna alpina in pericolo di estinzione". Presenti 42 persone che per sensibilità e studi si sono prodigati per il ripopolamento faunistico delle Dolomiti e per la salvaguardia del paesaggio alpino. Grazie a un articolo firmato dallo scrittore Dino Buzzati, apparso sul Corriere della Sera del giorno successivo, siamo a conoscenza di molti particolari che la penna del bellunese ha saputo imprimere con il suo stile inconfondibile, scovando sin i particolari più nascosti e al tempo stesso fondamentali.
Gli intervenuti provengono dalla Francia, dalla Germania, dall'Austria; giunge da Grenoble l'orsologo Marcel Couturier il quale aveva dato alle stampe, due anni prima, l'opera monumentale l'Ours brun, aderiscono Heinz Hek, direttore dello zoo di Monaco di Baviera, Paul Tratz, direttore del Museo di storia naturale di Salisburgo e i fratelli Paolo e Renzo Videsott, quest'ultimo direttore del Parco Nazionale del Gran Paradiso.
Alla fine del Convegno, i presenti raggiungono un importante obiettivo nella lunga marcia volta alla salvaguardia dell'orso bruno: l'assessore all'Agricoltura e Foreste del Trentino-Alto Adige, Ottorino Pedrini, assicura la totale copertura delle spese riguardanti i danni commessi dagli orsi, unica strada per contrastare realisticamente il bracconaggio.
Nel concreto, l'Ordine viene costituito il 12 maggio 1957 presso il padiglione del Nettuno di villa Gallarati Scotti di Oreno. Lo scrittore bellunese, anche questa volta, oltre a far parte dei soci fondatori, fornisce preziosi dettagli, scrivendo che aderiscono all’iniziativa un piccolo gruppo europeo di persone, che hanno a cuore le sorti dell’orso delle Alpi e, anche questa volta, racconta la cronaca della fondazione dalle colonne del Corriere della Sera sull'edizione del 14 maggio successivo; infine, prima di lasciare la villa di Oreno, Dino Buzzati si cimenta, col suo tipico stile tra l'ingenuo e il faceto, nel disegnare un suggestivo schizzo con dedica a ricordo della giornata sul libro di casa della Villa. I soci sono onorati del gesto, tanto che lo adottano come stemma ufficiale dell'Ordine.
Se i soci fondatori sono una quarantina, alla fine dell'esperienza saranno 129 i nomi scritti sull'annuario e pubblicato nel 1981; occorre notare che la nobiltà non è un requisito per far parte dell'Ordine: solo la sensibilità per la protezione dell'orso bruno è necessaria per poter aderire e così passiamo dai nomi dei guardiacaccia a quello di Fulco Pratesi, fondatore del WWF Italia, dai Padri Francescani custodi del Santuario di Sanzeno a Mons. Carlo de Ferrari, vescovo di Trento dell'epoca, da Nilo Piccoli, sindaco di Trento al democristiano Giovanni Spagnolli, futuro Presidente del Senato della Repubblica.

## Attività e scioglimento
Nel 1979 l'Ordine viene riformato poiché la sezione austriaca e quella francese, con la dipartita dei due priori, viene sciolta mentre quella italiana, per sdebitarsi dell'ospitalità della sede del sodalizio presso il Santuario di San Romedio a Sanzeno, cede la carica di priore al padre superiore dell'eremo che al momento della pubblicazione dell'annuario è Padre Carlo Sartorazzi; Gian Giacomo Gallarati Scotti, all'epoca ottantanovenne, viene nominato presidente.
Nota folkloristica che ancora oggi sopravvive all'Ordine è un recinto ampio e provvisto di tana, ripari, ombreggiato dagli abeti e attraversato da un ruscello ricco d'acqua sorgiva che viene costruito, su iniziativa di Padre Marino Donini, francescano del convento di Rovereto. Il recinto è stato predisposto per ospitare eventuali orsi che per i più disparati motivi non posso più vivere allo stato brado.
Il primo esemplare che raggiunge San Romedio è siberiano, di cinque anni. L'orso è impiegato in un circo, la sua attrattiva più famosa è quella di pedalare in sella a una bicicletta se non che, nel 1958, il circo decide di abbatterlo perché divenuto cieco da un occhio. Gian Giacomo Gallarati Scotti, non appena viene a conoscenza dell'accaduto informa i padri custodi del Santuario e ottenuto il permesso, attraverso l'Ordine si prodiga per organizzare, a sue spese, il trasferimento dell'orso. Scoperto che non ha neppure un nome, i soci decidono di dargli quello di Charlie in onore di Charly Gaul, il ciclista lussemburghese vincitore dell'ultima edizione del Tour de France. Quel giorno al Santuario le campane continuano a suonare a festa e dopo Charlie, l'ospitalità continua; il suo successore arriva nel 1966 e anche lui verrà chiamato Charlie; chissà se in questo caso si sia peccato di poca fantasia o se si volesse lasciar intendere di voler iniziare una tradizione. Poi fu la volta di Chicco e Chicca quindi di Jurka. Dal 2013, invece, ad abitare il recinto c'è Bruno, un orso dei Carpazi di 300 chili con una triste storia alle spalle, simile a quella del primo Charlie, che però è decisamente cambiata una volta arrivato a Sanzeno.
L'ultimo appello del presidente è dell'autunno 1982. Le parole del presidente Gian Giacomo Gallarati Scotti si spendono affinché i soci allarghino l'orizzonte d'interesse e vedute non solo verso l'orso bruno delle Alpi ma anche per il resto della fauna alpina che ogni giorno deve affrontare i problemi legati all'eccessiva antropizzazione del paesaggio alpino. L'Ordine cessa ogni attività con la scomparsa del suo presidente avvenuta nel 1983.